# Kingkong-eul deulda
Kingkong-eul deulda (킹콩을 들다) è un film comico diretto da Park Geon-yong. È ispirato alla storia vera di Jeong ln-yeong, allenatore di sollevamento pesi che scoprì Jeon Byeonggwan, campione olimpico a Barcellona.

## Trama
La vicenda ha inizio alle Olimpiadi di Seoul nel 1988. Il pesista coreano Lee Ji-bong (interpretato da Lee Beom-soo), dopo aver sollevato 154 kg nell'esercizio dello Strappo, si prepara a salire in pedana per sollevare 195 kg di Slancio, pesi che, se sollevati, gli permetteranno di arrivare primo e vincere le Olimpiadi di sollevamento pesi nella categoria 69 kg. Lee riesce a compiere la girata, ma al momento della spinta, sciovola e cade per terra. La prova viene considerata "nulla" dagli arbitri di gara e a vincere è il bulgaro Guenchev, mentre il coreano deve accontentarsi del terzo posto. Lee dopo essere caduto perde i sensi e si risveglia all'ospedale, dove scopre che a causa di una grave rottura all'ulna, è costretto a chiudere per sempre la sua carriera di pesista.
Non potendo continuare il suo sport, fa perdere le sue tracce e va a lavorare in una casa d'appuntamento per ben cinque anni. Essendo poco soddisfatto dei suoi guadagni, viene convinto dal suo ex maestro ad allenare le ragazze di una scuola femminile, in modo da ricevere uno stipendio extra. Arrivato nella scuola, però, cerca di convincere con un doppiogioco tutte le ragazze a non praticare quello sport, ripensando al dolore che questo gli aveva provocato. Il presidente della Federazione Coreana fa sapere alla preside della scuola che ha intenzione di osservare il lavoro svolto dalle nuove atlete, che però non hanno mai toccato pesi con il loro maestro Lee, che decide così di attuare una messa in scena. Sfortunatamente, il presidente fa sapere di voler fare partecipare le ragazze alla Coppa di Korea, dove queste faranno una pessima figura a causa del loro mancato allenamento. Coach Lee, dopo aver visto la loro delusione per quello sport in cui davvero credevano, decide di allenarle seriamente per l'anno successivo, dove tutte le sue atlete vinceranno il titolo nazionale in ogni categoria. A causa del loro talento, vengono assunte in un college dove proseguiranno gli allenamenti con un severo allenatore che finirà per infortunarle. Lee, decide allora di prendersi cura delle sue ex atlete di nascosto la notte, ma viene subito scoperto e processato. A causa della sua malattia al cuore muore nei giorni successivi. In vista delle Olimpiadi di Pechino del 2008, una delle sue ex atlete, Young-ja, viene convocata in nazionale, e lei si prepara a diventare campionessa olimpica riscattando la brutta esperienza di venti anni prima del suo allenatore Lee.

## Distribuzione
Inedito in lingua italiana, il film è uscito in Asia il 1º giugno 2009.